# Ghostface
Ne doit pas être confondu avec Ghostface Killah.
Ghostface est le nom du tueur en série de la franchise Scream. Le nom de Ghostface (« Face de Fantôme » en traduction littérale) vient du fait qu'il porte un masque blanc et une cape noire qui lui donne l'allure d'un fantôme. C'est l'un des tueurs en série les plus connus de l'histoire du cinéma, tout en étant une parodie de ses prédécesseurs historiques. Il a été créé par le scénariste Kevin Williamson et apparaît pour la première fois dans le film de 1996 réalisé par Wes Craven.
Ghostface n'est pas une personne précise, mais une identité portée successivement par plusieurs personnes ayant en commun de vouloir tuer Sidney Prescott pour des raisons variables, liées au passé de la mère de Sidney Maureen Prescott ou motivées par la simple recherche de célébrité. Personnage créé de toutes pièces par les assassins du premier film, il est repris par leurs successeurs qui cherchent à déstabiliser Sidney et son entourage en réactivant leur traumatisme ou à surfer sur la popularité de la saga d'horreur Stab, une franchise de films d'horreur inspirée des événements réels vécus par Sidney. 
Les tueurs ont en commun, au-delà du costume et de l'utilisation du poignard, de terroriser leurs victimes en les appelant au téléphone et en leur posant des questions sur le cinéma d'horreur, sur un ton très sarcastique et menaçant. Lors de ces appels téléphoniques, ils utilisent un déformateur de voix pour ne pas être reconnus. Ils sont très rapides dans leurs mouvements mais aussi très maladroits ; néanmoins ils font preuve d'une grande brutalité dans leurs meurtres. Très cultivés en matière de slashers et des mécaniques inhérentes à ce genre, ils se mettent ouvertement en scène en espérant manipuler à leur avantage le scénario d'un futur volet de Stab. Ils sont systématiquement vaincus et tués par Sidney, après l'avoir toutefois mise en grande difficulté et fait de nombreuses victimes. 
Dans la série télévisée, Ghostface apparaît dans la troisième et dernière saison, intitulée Resurrection, après avoir été absent des deux premières pour des raisons de droits.

## Histoire

### Films

#### Origines et première tuerie de Woodsboro
La figure de Ghostface trouve ses origines auprès de Maureen Roberts, une jeune femme originaire de la ville de Woodsboro en Californie. Désirant se lancer dans le cinéma, elle se rend à Hollywood dans l'espoir de faire carrière durant les années 1970. Elle y rencontre le producteur de films d'horreur John Milton, qui lui propose de l'aider dans sa carrière en échange de faveurs sexuelles. Au cours d'une soirée arrosée au manoir de Milton, elle est collectivement violée par ce dernier et plusieurs autres hommes. Elle obtient alors des rôles dans plusieurs films, sous le nom de scène de Rina Reynolds, gardant initialement le silence pour ne pas compromettre sa carrière. Toutefois, elle tombe enceinte à la suite de ces événements, donnant naissance à un fils qu'elle confie à l'adoption. Elle finit par céder au bout de trois ans et tente de dénoncer ses agresseurs, ce qui lui vaut d'être mise sur liste noire de tout nouveau projet. Comprenant qu'elle n'a plus aucun avenir dans le cinéma à la suite de cet acte, elle quitte Los Angeles et retourne à Woodsboro où elle épouse Neil Prescott, avec qui elle aura une fille, Sidney. Elle reste toutefois traumatisée par son expérience et a de multiples amants, qu'elle retrouve durant les voyages professionnels de son mari.
Au cours des années qui suivent, son fils naturel Roman Bridger cherche en grandissant à retrouver sa mère biologique. Passionné par le cinéma, il rentre à son tour à Hollywood où il cherche à devenir réalisateur. Cela lui permet également d'enquêter dans les archives des studios quand il apprend que sa mère s'appelait Rina Reynolds. Les bruits de couloir lui apprennent également les circonstances de sa conception. Il finit par retrouver sa trace et apprend son véritable nom mais aussi qu'elle a refait sa vie. Prenant son courage à deux mains, Roman se rend à Woodsboro et frappe à la porte de la maison des Prescott, s'attendant à être accueilli à bras ouverts par la mère qu'il a tant recherché. Mais la réaction de Maureen n'est pas celle qu'il espérait, cette dernière lui claque la porte au nez en clamant qu'il est « l'enfant de Rina et que Rina est morte », souhaitant oublier tout ce qui a été sa vie durant sa courte carrière d'actrice.
Anéanti, Roman devient fou de rage et espionne sa mère en la filmant lorsqu'elle rencontre ses divers amants, de façon à détruire sa vie. Il finit par la surprendre avec un homme du nom de Hank Loomis, qui n'est autre que le père de Billy, le petit-ami de sa demi-sœur Sidney. Dévoilant ses films au jeune lycéen, il lui apprend ainsi pourquoi Nancy, sa propre mère, l'a abandonné. Roman parvient à convaincre Billy, fou de rage devant cette révélation, de tuer Maureen. Il l'aiguille sur la façon de s'y prendre et le convainc d'effectuer le meurtre avec son meilleur ami Stuart Macher, pour le dénoncer si les événements tournent mal. Les deux jeunes de Woodsboro violent et assassinent Maureen et laissent des indices pour faire accuser Cotton Weary, un autre de ses amants, du meurtre. Roman quitte alors Woodsboro tandis que Cotton est condamné à la peine capitale pour un crime qu'il n'a pas commis : seule la journaliste Gale Weathers l'estime innocent mais le témoignage de Sidney, qui pense l'avoir aperçu la nuit du crime, joue définitivement en sa défaveur. 
Toutefois, Roman a sans le savoir réveillé les pulsions meurtrières des deux adolescents qui projettent au cours de l'année qui suivent de réaliser une série de meurtre inspirée des films d'horreurs, genre qui les passionnent, avec pour finalité de tuer Sidney et son père en se faisant passer pour les uniques survivants du massacre. Dans le même temps, Billy a une relation avec une autre fille du nom de Christina. Lors de la date anniversaire de la mort de Maureen, Billy et Stuart passent à l'acte et tuent plusieurs personnes en utilisant un costume de fantôme pour dissimuler leur identité mais sont finalement tués par Sidney avec l'aide de Gale Weathers, qui couvrait la tuerie en cours. Survivent avec eux Randy Meeks et le shérif-adjoint Dwight « Dewey » Riley, au terme d'une soirée sanglante.

#### Tuerie de l’université de Windsor
Dès lors, l'image des tueurs est liée à la ville de Woodsboro, exacerbée par le livre que publie Gale peu après qui relate les événements. Peu après, les révélations du livre innocentent définitivement Cotton Weary qui est libéré et acquitté du meurtre de Maureen. Le livre de Gale est adapté en film d'horreur par Robert Rodriguez : Stab, donnant ainsi une aura au costume de fantôme porté par Billy et Stuart : la figure de Ghostface est née. Avec tous ces éléments, les conditions de la mort de Billy parviennent aux oreilles de Nancy Loomis, qui prend alors la décision de se venger de Sidney et de Gale pour leur implication dans le mort de son fils. Cherchant un tueur en série sur Internet, elle finit par tomber sur Mickey Altieri, un étudiant de cinéma qui cherche à effectuer ses études à l’université de Windsor dans l'Ohio, où Sidney s'apprête précisément à effectuer ses études. En échange du financement de ses frais d'université, Mickey accepte d'être le complice de Nancy, avec l'ambition de réaliser un copycat des meurtres de Woodsboro en assassinant des homonymes des victimes de Billy et Stuart. Mais à l'inverse de ses prédécesseurs, Mickey veut être reconnu comme l'auteur du massacre à venir pour obtenir la célébrité.
Mickey parvient à rejoindre le cercle des nouveaux amis de Sidney et Randy tandis que Nancy prend la fausse identité de Debbie Salt afin se rapprocher de Gale. Leurs meurtres commencent lors de l'avant-première de Stab de la ville où ils exécutent deux adolescents, en profitant de l'hilarité générale du public et des dizaines de personnes déguisées en Ghostface pour agir sans être remarqués. Au cours de leur projet morbide, Nancy se charge personnellement de tuer Randy après que ce dernier ait injurié son fils lors de leur conversation téléphonique tandis que Mickey élimine l'ensemble de son cercle d'amis commun avec Sidney, notamment son nouveau petit-ami Derek. Après s'être tous deux révélés à Sidney et Gale après avoir laissé Dewey pour mort et tué les agents chargés de la protection de Sidney, Nancy abat subitement son complice en révélant qu'elle n'avait nulle intention de se révéler comme tueur mais de faire croire à un unique assassin. Toutefois, son projet ultime de tuer Sidney échoue à la suite de l'intervention de Cotton Weary, qui était présent sur le campus pour convaincre Sidney d'une interview commune à la télévision. Alors que Nancy tente de le corrompre en lui permettant d'être l'unique survivant tout en prenant sa revanche sur celle qui lui a volé un an de sa vie, Cotton finit par l'abattre après avoir bluffé d'être convaincu par ses arguments. Le jour levé, il est révélé que Dewey a survécu à l'attaque de Nancy et est seulement blessé, bien que grièvement, à la grande joie de Gale avec qui il s'est rapproché. La journaliste écrit un nouveau livre sur ce qui s'est passé, qui est à son tour adapté au cinéma sous le titre Stab 2. Sidney quant à elle, par crainte d'un nouveau tueur, disparaît publiquement après son interview avec Cotton et travaille recluse dans les montagnes de Californie sous le nom de Laura pour une hotline d'assistance aux femmes victimes de violence.

#### Tuerie à Hollywood
De son côté, Roman a poursuivi sa carrière en tant que réalisateur et a suivi les événements de Woodsboro et ceux de la faculté de Windsor. Toutefois, il commence progressivement à éprouver une jalousie maladive envers sa demi-sœur Sidney, devenue bien malgré elle l'image de l'héroïne survivante pour les médias. Cette jalousie se transforme en colère quand des producteurs finissent par accepter sa demande de pouvoir réaliser une comédie romantique, mais à l'unique condition de réaliser d'abord un film d'horreur qui se révèle être Stab 3 : Retour à Woodsboro : suite des deux premiers Stab mais cette fois non basé sur des faits réels, le studio souhaitant capitaliser sur la franchise. Cette situation, qu'il vit comme une humiliation, est l'élément déclencheur qui le pousse à enfiler à son tour le masque de Ghostface en prenant pour mode opératoire de tuer les acteurs de son propre film dans le même ordre que le scénario le prévoit avant de s'en prendre à Sidney elle-même. Mais ne sachant où elle se trouve, il tente sans succès de cambrioler le commissariat de Woodsboro avant de tenter d'obtenir des informations auprès de Cotton, menaçant de s'en prendre à sa petite-amie Christine mais ce dernier refuse. Roman exécute Christine à leur domicile avant de se débarrasser de Cotton, revenu en urgence pour tenter de la sauver. Roman finit par attirer Sidney à lui lors de sa propre fête d'anniversaire au manoir de Milton, en se servant de Dewey et Gale comme appâts, et la confronte dans la pièce même où leur mère a été abusée avant d'égorger Milton devant elle. Après avoir déversé toute sa rancœur envers Sidney, frère et sœur s'affrontent, combat qui s'achève par la mort de Roman, poignardé par surprise par Sidney avant d'être achevé par Dewey d'une balle dans la tête. Cette confrontation a également permis à Sidney de ne plus craindre un nouveau tueur et de reprendre une vie sereine sans s'isoler. Dewey et Gale quant à eux, se marient.

#### Deuxième tuerie de Woodsboro
Pendant près de dix ans, aucune nouvelle menace n'apparaît et la menace d'un Ghostface semble définitivement éloignée. La série Stab continue d'être exploitée durant les années 2000 mais avec une différence : après un nouveau Stab 3 qui adapte les meurtres de Roman, Sidney menace les studios d'un procès s'ils continuent à adapter sa vie. Les films Stab suivants sont donc librement adaptés de la trilogie originale avec des personnages complètement fictifs. Le personnage de Ghostface s'insère ainsi complètement dans la culture populaire et notamment à Woodsboro, où tout a commencé. Jill Roberts, la cousine de Sidney par sa mère, n'échappe pas à cette situation et ses liens du sang avec la survivante légendaire ne sont pas sans conséquence dans la vie de tous les jours : elle souffre d'être comparée en permanence face à la « grandeur » de sa cousine par sa propre mère, développant une jalousie maladive à son égard. Elle finit par s'associer avec Charlie Walker, un de ses amis fan de cinéma d'horreur et notamment de la saga Stab, pour réaliser leur propre série de meurtres dans le but de réaliser un remake de la première tuerie de Woodsboro en filmant les meurtres pour les diffuser sur Internet. Leur objectif final est de devenir les nouveaux Sidney et Randy en faisant passer Trevor, l'ancien petit-ami infidèle de Jill, comme coupable.
Profitant de la tournée de Sidney à Woodsboro pour le lancement de son nouveau livre, ils font en sorte qu'elle ne puisse quitter la ville en dissimulant des preuves de leurs premiers meurtres dans sa voiture. Ils finissent par la confronter après l'avoir attiré à la soirée prévue pour leur « bouquet final », au cours de laquelle ils tuent l'ensemble de leur cercle d'amis ainsi que sa propre mère pour Jill. Toutefois, la jeune femme trahit et tue Charlie, n'ayant jamais eu l'intention de partager la vedette de survivante mais avait au contraire prévu de le faire passer pour le complice de Trevor. Après s'être occupée de Sidney, Jill s'automutile pour se faire passer comme rescapée miraculeuse quand la police menée par Dewey, devenu shérif de Woodsboro, arrive sur les lieux et la conduit à l'hôpital. Dewey lui apprend quelques heures plus tard, à sa grande horreur, que sa cousine est toujours vivante, bien que gravement blessée. Une fois seule, elle se rend auprès de Sidney pour l'achever mais elle est stoppée par les interventions de Dewey et Gale qui, en discutant ensemble, se sont rendu compte que Jill a mentionné que Gale avait été poignardée à l'épaule plus tôt dans la soirée, élément qu'elle n'est pas censée savoir de façon aussi précise. Sortie du coma et profitant de la distraction offerte par ses deux amis, Sidney met à terre Jill en utilisant un défibrillateur sur son crâne avant de l'achever d'une balle dans la poitrine quand elle se relève une ultime fois.

#### Troisième tuerie de Woodsboro
Une nouvelle décennie s'écoule à nouveau sans un nouveau tueur mais un évènement va chambouler la vie de la famille Carpenter, qui habite Woodsboro : alors qu'elle se rend au grenier en quête de cadeaux de Noël dissimulés, l'aînée Samantha tombe sur les journaux intimes de sa mère, qui n'est nulle autre que la jeune Christina qui entretenait une liaison avec Billy Loomis avant sa mort. Pensant découvrir dans les confidences écrites la façon dont ses parents se sont rencontrés, Samantha découvre avec horreur que son père biologique est en réalité Billy. Confrontant sa mère, elle ne se rend pas compte que son père légal surprend la conversation : lui qui ignorait tout de cette histoire, abandonne sa famille la nuit-même. La cadette Tara est maintenue dans l'ignorance sur ordre de Christina. Détruite psychologiquement par cette révélation et la culpabilité d'avoir détruit leur famille, Samantha devient distante avec sa demi-sœur, sombre dans la drogue et enchaîne les petits larcins avant de quitter la ville lorsqu'elle atteint ses dix-huit ans. Elle a toutefois régulièrement des hallucinations de Billy qui lui intime de céder à ses pulsions meurtrières.
Dans le même temps, la famille Freeman achète la maison des Macher où a eu lieu la soirée qui a conclu la première tuerie. La jeune Amber devient fascinée par l'histoire morbide des lieux. Elle devient amie avec Tara et, en raison de l'alcoolisme de Christina, apprend la véritable filiation de Samantha. Après la sortie du huitième Stab, réalisé par Rian Johnson, sa colère envers le film et les multiples autres suites la fait rejoindre une communauté de fans toxiques sur Reddit. Elle y croise Richie Kirsch, qui réalise également des fan-films amateurs sur la licence. Il dispose également d'une collection d'objets provenant des précédents massacres grâce à son père Wayne Bailey, lieutenant de police, qui les dérobe dans les pièces à convictions. Ils finissent par sortir ensemble et prennent la décision, pour redonner de l'inspiration aux studios, de mettre en place une nouvelle série de meurtre pour en faire accuser Samantha. Richie parvient à retrouver la trace de Samantha et parvient à la séduire, entretenant une relation avec elle pendant six mois avant que le nouveau duo de tueurs ne se mette en activité. Ils finissent tués au sein même de la maison de Macher, où ils avaient prévu leur propre final, Amber est abattue par Tara d'une balle dans la tête après avoir été brûlée au visage et tirée dessus par Gale et Richie est poignardé à de multiples reprises par Samantha, non sans que cette dernière, poussée par ses hallucinations, ne ressente un certain plaisir avant de l'achever en l'égorgeant. Les demi-sœurs Carpenter survivent avec les neveux de Randy, Chad et Mindy Meeks-Martin, grâce à l'aide de Sidney et Gale mais Dewey y laisse la vie.

#### Tuerie à New York
Après la mort de son fils, Wayne Bailey sombre dans une colère vengeresse en découvrant dans le nouveau livre de Gale la façon barbare dont son fils aîné a été tué. Il décide alors de prendre sa revanche sur les demi-sœurs Carpenter, accompagné de ses deux autres enfants Ethan et Quinn. Ils traquent Samantha et Tara ainsi que les jumeaux Meeks-Martin jusqu'à New York, où les trois derniers rentrent à l'université. Ethan et Quinn parviennent à devenir les colocataires des quatre originaires de Woodsboro et dissimulent leur parentalité. Estimant qu'il leur appartient de tuer les Carpenter de leurs mains, ils éliminent Greg Bruckner et Jason Carvey, deux étudiants qui avaient l'intention de terminer eux-mêmes l'œuvre de Richie. Leur plan est toutefois légèrement contrecarré par l'intervention de Kirby Reed, qui a survécu à la tuerie de Charlie et Jill et travaille désormais pour le FBI. Laissant sur les lieux de leurs meurtres les masques de leurs prédécesseurs, ils parviennent à piéger les deux demi-sœurs dans le théâtre abandonné où Richie entreposait sa collection, après avoir grièvement blessé Chad et Mindy. Grâce à l'intervention de Kirby, Wayne est tué poignardé à plusieurs reprises et Quinn d'une balle dans la tête par Samantha tandis qu'Ethan sera poignardé à la mâchoire par Tara puis achevé par Kirby qui lui jettera une télévision à la figure.

## Description

### Apparence

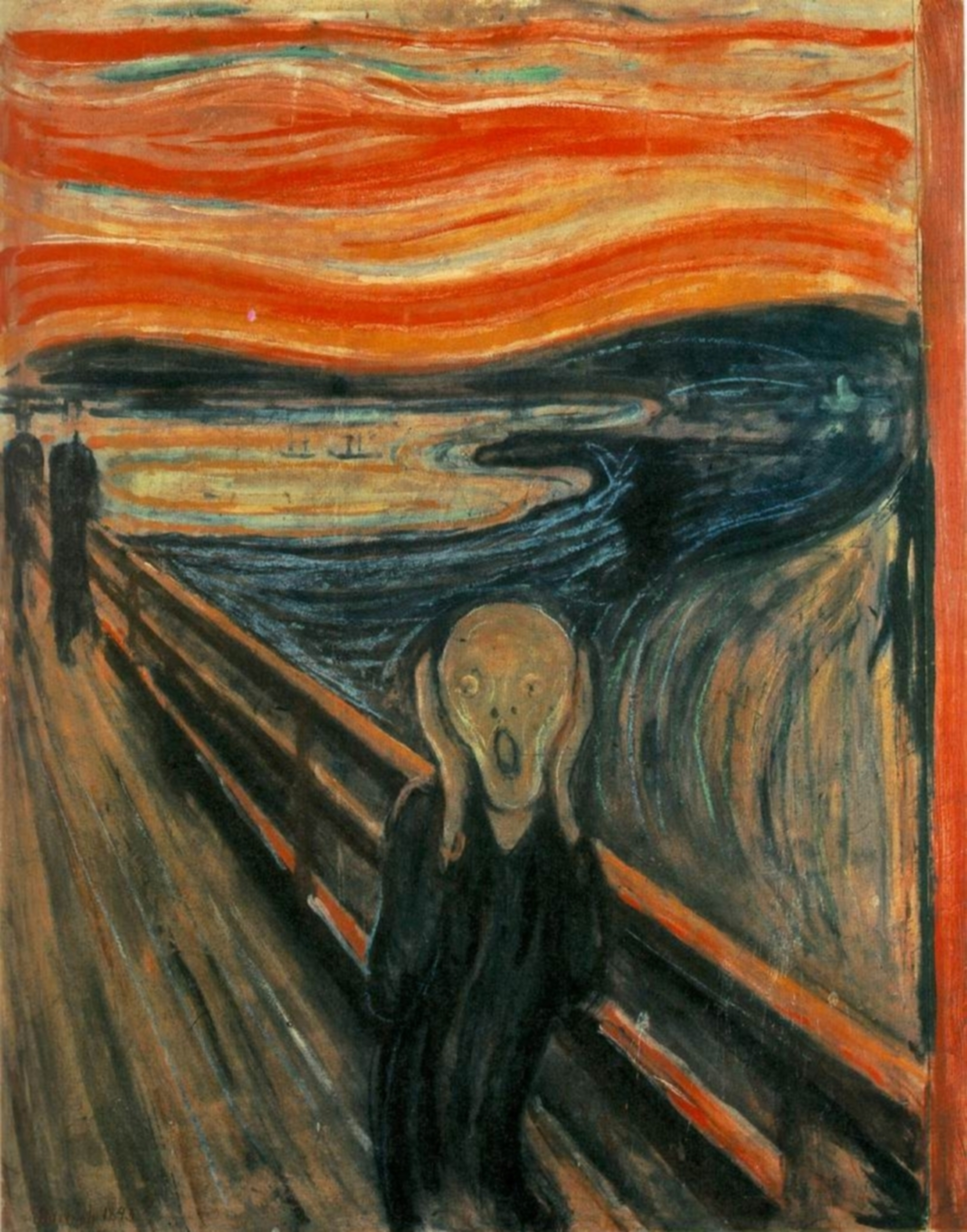
Le Cri d'Edvard Munch, source d'inspiration pour le masque de Ghostface.

Le physique du tueur reste le même dans tous les volets bien que la personne sous le masque change à chaque film. Il est entièrement dissimulé par une cape noire qui ne laisse apparaître que ses pieds. Sous la capuche qui recouvre le haut de sa tête, un masque blanc ressemblant à une tête de fantôme et faisant référence au Cri de Munch, couvre son visage.
Dans les deux premières saisons de la série télévisée, le masque du tueur change pour la première fois. Même s'il est semblable à celui des films avec sa couleur blanche et son air de fantôme, il s'inspire cette fois des masques portés par les personnes ayant eu le visage brûlé. Le tueur ne porte plus une cape mais un poncho. 
Dans la troisième saison de la série, les protagonistes ne sont plus les mêmes. L'équipe en profite donc pour faire revenir le masque original ainsi que la voix des films, Roger L. Jackson, pour incarner le tueur.

### Personnalité
En raison des multiples tueurs se succédant au long de la saga, Ghostface n'a pas de mentalité fixe. Néanmoins, l'ensemble des individus portant son masque, soit ont une haine féroce voire de la jalousie envers le personnage central, soit suivent leurs pulsions purement meurtrières. Il a également une grande passion et connaissance sur le cinéma d'horreur, auquel il fait fréquemment référence.

### Mode opératoire
Ghostface surprend bien souvent ses victimes par surprise, souvent après les avoir mis dans un état de peur et de tension intense après avoir communiqué avec elle par téléphone. Il dissimule alors sa voix et donc sa véritable identité via un modulateur vocal. Il utilise majoritairement des armes blanches, plus exactement un couteau Buck 120, mais il lui arrive d'utiliser son environnement pour commettre ses meurtres. Une fois leurs identités révélées, les personnes sous le masque de Ghostface utilisent alors également des armes à feu.
Sa folie meurtrière suit une logique différente selon les films : Sidney Prescott et ses proches (Scream et Scream 4), des personnes portant le même nom que les premières victimes (Scream 2) ou encore les acteurs d'un film dans le même ordre que leurs personnages fictifs dans le script (Scream 3), voire une radicalisation de différents forums sur Internet (Scream (2022)).

## Interprétation

### Porteurs du masque
Au cinéma
- Dans Scream (1996), Billy Loomis (Skeet Ulrich) et Stuart Macher (Matthew Lillard) se cachent sous le masque. Billy désire se venger de l'abandon de sa mère. En effet, cette dernière est partie après avoir appris que son mari la trompait avec la mère de Sidney. Ils ont donc tué la mère de Sidney et fait accuser Cotton Weary à leurs places. Le but de Billy était de tuer Sidney pour s'assurer une vengeance complète. Stuart l'assistait seulement par plaisir. Stuart meurt assassiné par Sidney, qui arrive à prendre le déguisement de Ghostface. Billy se prend une balle de Gale Weathers, mais est achevé par Sidney d'une dernière balle.

- Dans Scream 2 (1997), Mickey Altieri (Timothy Olyphant) et Debbie Salt (Laurie Metcalf) se cachent sous le masque. Mickey révèle commettre ces meurtres pour connaître la gloire. Debbie, ou plutôt Nancy Loomis, est quant à elle la mère de Billy du premier volet. Elle cherche à venger la mort de son fils. Nancy tue Mickey, révélant qu'elle se servait de sa soif de popularité seulement pour mettre son plan de vengeance à exécution. Nancy meurt au cours du sauvetage de Sidney par Cotton. Quelques secondes après, Mickey se relève mais est abattu par Sidney et Gale.

- Dans Scream 3 (2000), Roman Bridger (Scott Foley) est le seul à se cacher sous le masque de Ghostface. Il est le demi-frère caché de Sidney, né lorsque leur mère était à Hollywood pour devenir actrice. Cette dernière l'a fait adopter, et lorsqu'il essayait de la joindre, elle le rejetait. C'est lui qui a révélé à Billy la liaison de son père et qui l'a poussé à tuer Maureen. Roman est tué par Dewey d'une balle dans la tête avec l'aide de Sidney.

- Dans Scream 4 (2011), Jill Roberts (Emma Roberts) et Charlie Walker (Rory Culkin) se cachent sous le masque. Leur but est de se faire passer pour les derniers survivants et de devenir aussi célèbres que Sidney. Jill trahit Charlie en le tuant sous les yeux de Sidney. Par la suite, elle attaque Sidney et se mutile pour s'innocenter et se faire passer pour une victime de son ex, Trevor Sheldon, devenu fou, aurait t-elle dit à la police. À l’hôpital, Jill apprend que Sidney a survécu à ses blessures et tente alors de la tuer une bonne fois pour toutes. Jill est électrocutée par Gale et Sidney, mais se relève. Elle est définitivement abattue par Sidney d'une balle dans le cœur.

- Dans Scream (2022), Amber Freeman (Mikey Madison) et Richie Kirsch (Jack Quaid) se cachent sous le masque. Ils sont fans de la franchise Stab et ont été déçus par les suites qu'ils considèrent comme inférieurs à l'original et insultant pour les fans. Après s'être rencontrés sur Reddit, ils décident de s'associer pour mettre en scène une nouvelle tuerie dans l'espoir qu'elle soit adaptée au cinéma et relève le niveau de la franchise. Samantha Carpenter étant la fille cachée de Billy Loomis, ils voulaient la faire accuser des meurtres et faire croire que sa motivation principale était de tuer Sidney afin de venger son père, jugeant qu'il s'agissait du scénario parfait pour un nouveau Stab. Richie est tué par Samantha qui le poignarde à plusieurs reprises. Elle lui tire également dessus afin d'éviter qu'il se relève. Amber est abattue par Gale qui lui tire une balle dans le ventre. Elle chute ensuite sur une gazinière et prend feu, ayant été aspergée de gel hydroalcoolique plus tôt. Amber se relève par la suite, le corps entièrement brulé, mais est définitivement abattue par Tara Carpenter d'une balle dans la tête.

- Dans Scream 6, ils sont trois à se cacher sous le masque de Ghostface. Il s'agit de l'inspecteur Wayne Bailey (Dermot Mulroney), sa fille Quinn (Liana Liberato) et Ethan Landry (Jack Champion), qui se révèle être son fils. Ils cherchent en réalité à venger la mort de leur fils et frère Richie Kirsch, tué par Samantha un an auparavant à Woodsboro. Samantha et Tara poignarderont Ethan à plusieurs reprises mais celui-ci se relèvera avant d'avoir la tête écrasée par un écran télé lancé par Kirby. Samantha tuera Quinn d'une balle dans la tête et poignardera mortellement Wayne à de nombreuses reprises.

À la télévision
- Dans Scream: Resurrection (2019), la troisième saison de la série télévisée Scream, Jamal Elliot (Tyga) et Beth (Giorgia Whigham) se cachent sous le masque. Beth, qui s'autoproclame sociopathe, est une fan de films d'horreur, qu'elle regarde pour satisfaire sa soif de violence. Sa motivation pour tuer était qu'elle pensait pouvoir faire un meilleur tueur que ceux qu'elle a pu voir dans les films. Elle rencontre Jamal dans le salon de tatouage où elle travaille. Il partage avec elle le secret de son petit frère, Deion, qui est en réalité Marcus. Ce dernier se fait passer pour leur frère assassiné le soir d'Halloween. Beth et Jamal le jugent hypocrite et décident de mettre en place leur plan en utilisant le costume de Ghosface, que Deion portait le soir de sa mort. Jamal est tué par Beth avec une pince à déchets, car il voulait révéler son identité à la police. Beth est tuée par Kym qui lui tire dessus.

### Interprétation vocale
Dans les films, la voix de Ghostface entendue par les protagonistes est créée à l'aide d'un modulateur vocal ou d'une application de smartphone transformant la voix de celui qui l'utilise. En réalité, il s'agit de la voix de l'acteur Roger L. Jackson. Il prête sa voix au tueur dans les six films de la franchise ainsi que dans la troisième saison de la série télévisée. Il double également le personnage lors de son apparition dans les jeux vidéos Call of Duty: Black Ops Cold War et Call of Duty: Warzone, en tant que DLC.
La version française a connu plusieurs changements de comédiens pour le doublage de Ghostface : Emmanuel Curtil double le personnage dans le premier film, suivi de Boris Rehlinger dans le deuxième film avant qu'un ultime changement donne le rôle à Loïc Houdré à partir du troisième film. Les deux derniers ont néanmoins pour particularité de doubler Mickey Altieri (Timothy Olyphant) et Roman Bridger (Scott Foley) dont les personnages sont les véritables identités d'au moins l'un des tueurs du film où ils apparaissent. En version québécoise, Ghostface est interprété par Éric Gaudry.
Dans le jeu vidéo Dead by Daylight, Roger L. Jackson cède sa place à Filip Ivanovic.